# Микиртичева, Эрика Эрнестовна
Эрика Микирти́чева (род. 2 мая 1989, Саратов) ― российская артистка балета, прима-балерина Московского музыкального театра имени К. С. Станиславского и Вл. И. Немировича-Данченко, заслуженная артистка России.

## Биография
Родилась 2 мая 1989 года в Саратове. В 2007 окончила Саратовское областное училище искусств (класс Л. А. Новиковой). После выпуска была принята в балетную труппу Московского музыкального театра имени К. С. Станиславского и Вл. И. Немировича-Данченко.
В 2013 году была номинирована на театральную премию «Золотая маска» в номинации «Лучшая женская роль» за партию в балете «Сильфида».
В 2020 году получила звание заслуженной артистки России.

## Репертуар
- Маша-принцесса — «Щелкунчик» Петра Чайковского, хореография Василия Вайнонена
- Одетта / Одиллия — «Лебединое озеро» Петра Чайковского, хореография Владимира Бурмейстера
- Эсмеральда — «Эсмеральда» Цезаря Пуни, хореография Владимира Бурмейстера
- Купава — «Снегурочка» на музыку Петра Чайковского, хореография Владимира Бурмейстера
- Жизель — «Жизель» Адольфа Адана, хореография Жана Коралли, Жюля Перро и Мариуса Петипа в редакции Лорана Илера
- Сильфида — «Сильфида» Жана Шнейцхоффера, хореография Пьера Лакотта
- Уличная танцовщица, Повелительница дриад, Китри — «Дон Кихот» Людвига Минкуса, хореография Алексея Чичинадзе
- Повелительница дриад, Китри — «Дон Кихот» Людвига Минкуса, хореография Рудольфа Нуреева
- Никия, Гамзатти — «Баядерка» Людвига Минкуса, хореография Наталии Макаровой по Мариусу Петипа
- Хозяйка медной горы — «Каменный цветок» Сергея Прокофьева, хореография Юрия Григоровича
- Фея, Золушка — «Золушка» Сергея Прокофьева, хореография Олега Виноградова
- Сванильда — «Коппелия» Лео Делиба, хореография Ролана Пети
- Графиня Лариш — «Майерлинг» Кеннета Макмиллана на музыку Ференца Листа
- Манон — «Манон» Кеннета Макмиллана на музыку Жюля Массне
- Леди Капулетти — «Ромео и Джульетта» Сергея Прокофьева, хореография Максима Севагина
- Мари — «Щелкунчик» Петра Чайковского, хореография Юрия Посохова[1][2]

одноактные балеты
- «Призрачный бал» Дмитрия Брянцева
- «Сюита в белом» Сержа Лифаря
- «Серенада» Джорджа Баланчина
- «В ночи», «Другие танцы» Джерома Роббинса
- «Бессоница», «Маленькая смерть», «Восковые крылья» Иржи Килиана
- «За вас приемлю смерть», «В лесу» Начо Дуато
- «Вторая деталь» Уильяма Форсайта
- «Тюль» Александра Экмана
- «Одинокий Джордж» Марко Гёке
- «KAASH» Акрама Хана
- Жена, «Нет никого справедливей смерти» на музыку Альберто Хинастеры, хореография Максима Севагина
- «Класс-концерт» на музыку Даниэля Обера и Жака Оффенбаха, хореография Максима Севагина
- «Последний сеанс» на музыку Настасьи Хрущевой, хореография П. Глухова

## Признание и награды
- 2013 — номинация на театральную премию «Золотая маска» в категории «Балет / женская роль» за партию Сильфиды в балете Пьера Лакотта «Сильфида»
- 2017 – премия журнала «Балет» «Душа танца»
- 2018 – благодарность мэра Москвы
- 2020 – Заслуженная артистка Российской Федерации